# Fiche de lecture
Pour l’article homonyme, voir Fiche de lecture (recueil).
 (juillet 2013).
Si vous disposez d'ouvrages ou d'articles de référence ou si vous connaissez des sites web de qualité traitant du thème abordé ici, merci de compléter l'article en donnant les références utiles à sa vérifiabilité et en les liant à la section « Notes et références ».
La fiche de lecture est une sorte de compte rendu pour résumer les résultats d'une lecture, ainsi que l'œuvre lue. Elle est particulièrement utilisée dans le milieu scolaire. Il s'agit d'un résumé des concepts traités dans l'œuvre, des thèses développées par l'auteur ainsi qu'une analyse succincte. Elle peut être linéaire ou thématique.
Elle permet lorsqu'elle est bien faite à celui qui la lit de se passer de la lecture de l'œuvre, et paradoxalement doit donner envie de lire le texte traité.

## Sur un essai
Une fiche de lecture concernant un essai doit permettre de connaître les thèses développées dans l'ouvrage, définir exactement (dans le contexte) les concepts utilisés et montrer comment est faite l'articulation des idées dans le texte, et quelles sont les techniques utilisées (types d'arguments, de démonstrations).
Cela peut varier, mais la longueur recommandée généralement est d'environ 10 % du texte traité, pour permettre une synthèse utile de l'œuvre et éviter de produire un texte qui soit aussi long à lire que l'œuvre traitée. La fiche de lecture peut s'appuyer sur un commentaire publié de l'œuvre « fichée », il faudra alors prendre garde à différencier les thèses et interprétations de l'auteur du commentaire de celles de l'auteur de l'œuvre traitée. 
L'auteur de la fiche doit trier les informations qu'il trouve dans l'œuvre, n'indiquer que les informations essentielles. La fiche de lecture est dans l'idéal rédigée, dans des termes accessibles et qui sont précisément ceux de l'auteur lorsqu'il s'agit de thèmes ou concepts traités dans l'œuvre.

## Sur une fiction
La nature de la fiche dépend de son utilisation ultérieure : préparation à un examen, compte rendu, etc. 
Idéalement, la fiche de lecture s'élabore au cours d'une seconde lecture, lorsque le lecteur a déjà à l'esprit, fût-ce approximativement, les grands thèmes de l'œuvre ainsi que sa composition.

### Plan possible
1. Personnages importants de l'histoire.
2. Structure de l'œuvre.
3. Sens et portée de l'œuvre.
4. Quelques citations.
5. Avis personnel.

#### Introduction
On mentionne les éléments biographiques élémentaires sur l'auteur, ainsi que la date de publication. Si certaines informations biographiques apportent un éclairage important, on étoffe cette partie.   
On traite également les circonstances historiques de la publication, et la place de l'œuvre « fichée » dans l'histoire de la littérature (aspects novateurs par exemple).
On donne enfin les précisions nécessaires sur le genre de l'œuvre, les grands thèmes traités, ainsi que l'intrigue principale et les intrigues secondaires majeures. On rapporte en outre les indications narratologiques de base : identité du narrateur, époque où se situe le récit, lieu(x), personnages principaux.

#### Développement
On insiste sur la composition du texte en épousant les grandes articulations du texte, qui peuvent se confondre avec les chapitres, mais pas nécessairement. On brosse l'intrigue à grands traits en insistant sur les particularités stylistiques caractéristiques de l'auteur, quelques citations à l'appui. On mentionne toutes les modifications qui touchent la situation d'énonciation : changement de narrateur par exemple, ainsi que la chronologie du récit (durée de l'histoire racontée rapportée au nombre de pages du livre mais aussi retours en arrière (flashbacks), anticipations, ellipses, etc.  
Lorsqu'il s'agit d'une œuvre dramatique, on s'applique à suivre la progression acte par acte et scène par scène de la pièce afin d'en restituer fidèlement la progression. De manière générale, et y compris pour les œuvres de fiction, on accorde une grande importance à la composition, a fortiori si elle est un élément essentiel ou novateur de l'esthétique de l'œuvre synthétisée.

#### Conclusion
La conclusion situe la portée de l'œuvre dans le champ de  littérature, rappelle ses innovations majeures, ses caractéristiques stylistiques essentielles, sa postérité éventuelle.